# El frasco – Der Glasbehälter
El frasco – Der Glasbehälter ist ein argentinischer Film des Regisseurs Alberto Lecchi aus dem Jahr 2008. In Deutschland erschien der Film am 14. August 2009 auf DVD.

## Handlung
Der zurückhaltende, ungeschickte Busfahrer Pérez fährt jeden Tag seine Route über die Dörfer ab. Als die Dorfschullehrerin Romina ihn bittet, eine Urinprobe zu einer Laboruntersuchung mit in die Stadt zu nehmen, weil sie es zeitlich nicht schafft, selbst zu der von der Schulbehörde angeordneten Untersuchung zu fahren, tut er ihr gern den Gefallen, zumal sie ihm nicht unsympathisch ist. Leider lässt Pérez die Probe fallen, der Glasbehälter zerbricht. Pérez lässt sich einiges einfallen, um sein Missgeschick zu vertuschen.

## Kritik
Der film-dienst urteilte, „obwohl die Geschichte vorhersehbar ist, entfaltet die Komödie einen anrührenden Charme“. Dabei wisse die „zurückhaltende Inszenierung überzeugende Darsteller mit aufmerksamen Alltagsbeobachtungen zu verbinden“. Die Filmwebsite kino.de schrieb, die „sympathische romantische Komödie“ warte „eher zurückhaltender Komik“ auf, „dafür aber umso mehr [mit] tieferen Gefühlen“.